# Cymodusa ambigua
Cymodusa ambigua là một loài tò vò trong họ Ichneumonidae.